# 圖拉瑟湖
圖拉瑟湖（白俄羅斯語：Турасы）是白俄羅斯的湖泊，由維捷布斯克州負責管轄，長1.74公里、寬0.74公里，面積0.74平方公里，集水區面積2.94平方公里，湖岸線長度6.14公里，最大水深15.3米。